# 코아후일라케라톱스
코아후일라케라톱스(Coahuilaceratops, "코아후일라의 뿔 달린 얼굴"이라는 뜻)는 초식성 각룡류 공룡의 한 속이다. 카스모사우루스아과에 속하며 백악기 후기 (샹파뉴절 후기)에 현재의 멕시코 북부 코아후일라 남부에 살았다. 완모식표본인 CPC 276는 성체의 골격 일부로 두개골의 뼈 몇 개가 포함되어 있다. 또 다른 표본인 CPS 277 은 어린 코아후일라케라톱스 개체일 수 있다. 코아후일라케라톱스의 표본은 모두 7250만년에서 7140만년의 연대를 가지는 세로델푸에블로 층의 중간쯤에 해당하는 한 곳에서 발견되었다.

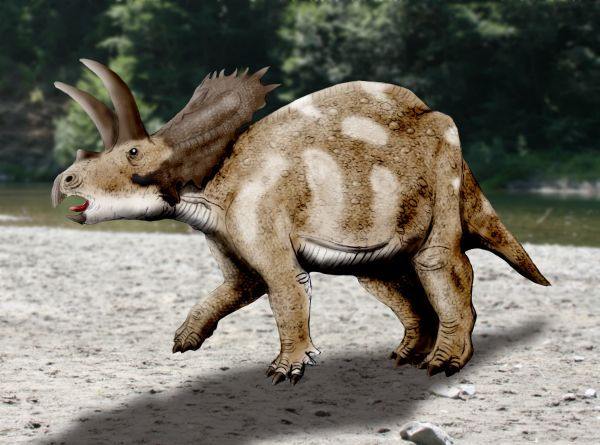
복원도

코아후일라케라톱스는 2010년에 공식적으로 보고되었지만 그 이전인 2008년에 비공식적으로 명명된 적이 (이 경우 무자격명이 됨) 있다. 코아후일라케라톱스는 마크 A. 로웬, 스코트 D. 샘슨, 에릭 K. 룬드, 앤드류 A. 파르케, 마사 C. 아귈론-마르티네즈, C.A. 데 레온, R.A. 로드리게즈-델라로사, 마이클 A. 게티, 그리고 데이비드 이버스에 의해 2010년에 명명되었으며 모식종은 코아후일라케라톱스 마그나쿠에르나(Coahuilaceratops magnacuerna)이다. 표본이 불완전하긴 하지만 코아후일라케라톱스는 더 큰 덩치를 가진 카스모사우루스아과 공룡인 트리케라톱스나 토로사우루스와 맞먹을 만큼 알려진 공룡들 가운데 가장 큰 뿔을 가진 것으로 생각된다. 뿔의 길이는 1.2m 정도로 추정된다.